# Cheeken
Cheeken är en ort i Gambia. Den ligger i regionen North Bank, i den centrala delen av landet, 120 km öster om huvudstaden Banjul. Antalet invånare var 281 vid folkräkningen 2013.